# Vincenz Priessnitz
Vincenz Priessnitz ou Prießnitz, né le 4 octobre 1799 à Græfenberg (Silésie autrichienne) et mort le 28 novembre 1851, est le fondateur de l'hydrothérapie.
En se fondant sur quelques expériences heureuses, il érige en système le traitement par l'eau froide, obtient des succès qui lui font une réputation, fonde en 1826, à Græfenberg, un établissement d'hydrothérapie, et crée en 1837 un journal pour répondre aux nombreuses personnes qui le consultaient. À l'usage de l'eau, il joint le régime et l'exercice.

## Source
Cet article comprend des extraits du Dictionnaire Bouillet. Il est possible de supprimer cette indication, si le texte reflète le savoir actuel sur ce thème, si les sources sont citées, s'il satisfait aux exigences linguistiques actuelles et s'il ne contient pas de propos qui vont à l'encontre des règles de neutralité de Wikipédia.